# Torneo Interbritannico 1906
Il Torneo Interbritannico 1906 fu la ventitreesima edizione del torneo di calcio conteso tra le Home Nations dell'arcipelago britannico. Il torneo fu vinto congiuntamente dall'Inghilterra e dalla Scozia.

## Risultati
| Data             | Luogo     | Squadra 1 | Risultato | Squadra 2   |
| ---------------- | --------- | --------- | --------- | ----------- |
| 17 febbraio 1906 | Belfast   | Irlanda   | 0 - 5     | Inghilterra |
| 3 marzo 1906     | Edimburgo | Scozia    | 0 - 2     | Galles      |
| 17 marzo 1906    | Dublino   | Irlanda   | 0 - 1     | Scozia      |
| 19 marzo 1906    | Cardiff   | Galles    | 0 - 1     | Inghilterra |
| 2 aprile 1906    | Wrexham   | Galles    | 4 - 4     | Irlanda     |
| 7 aprile 1906    | Glasgow   | Scozia    | 2 - 1     | Inghilterra |

## Classifica
| Pos | Squadra     | Pti | G | V | N | P | GF | GS |
| --- | ----------- | --- | - | - | - | - | -- | -- |
| 1   | Inghilterra | 4   | 3 | 2 | 0 | 1 | 7  | 2  |
| 1   | Scozia      | 4   | 3 | 2 | 0 | 1 | 3  | 3  |
| 3   | Galles      | 3   | 3 | 1 | 1 | 1 | 6  | 5  |
| 4   | Irlanda     | 1   | 3 | 0 | 1 | 2 | 4  | 10 |

## Vincitori
| Campioni 1906 Inghilterra |

| Scozia |